# غويلرمو باتريسيو كيلي
غويلرمو باتريسيو كيلي (بالإسبانية: Guillermo Patricio Kelly)‏ هو صحفي وسياسي أرجنتيني، ولد في يوليو 1921 في الأرجنتين، وتوفي في 1 يوليو 2005 في بوينس آيرس في الأرجنتين بسبب سرطان. حزبياً، نشط في تحالف التحرير الوطني.